# Plan de Agua Prieta

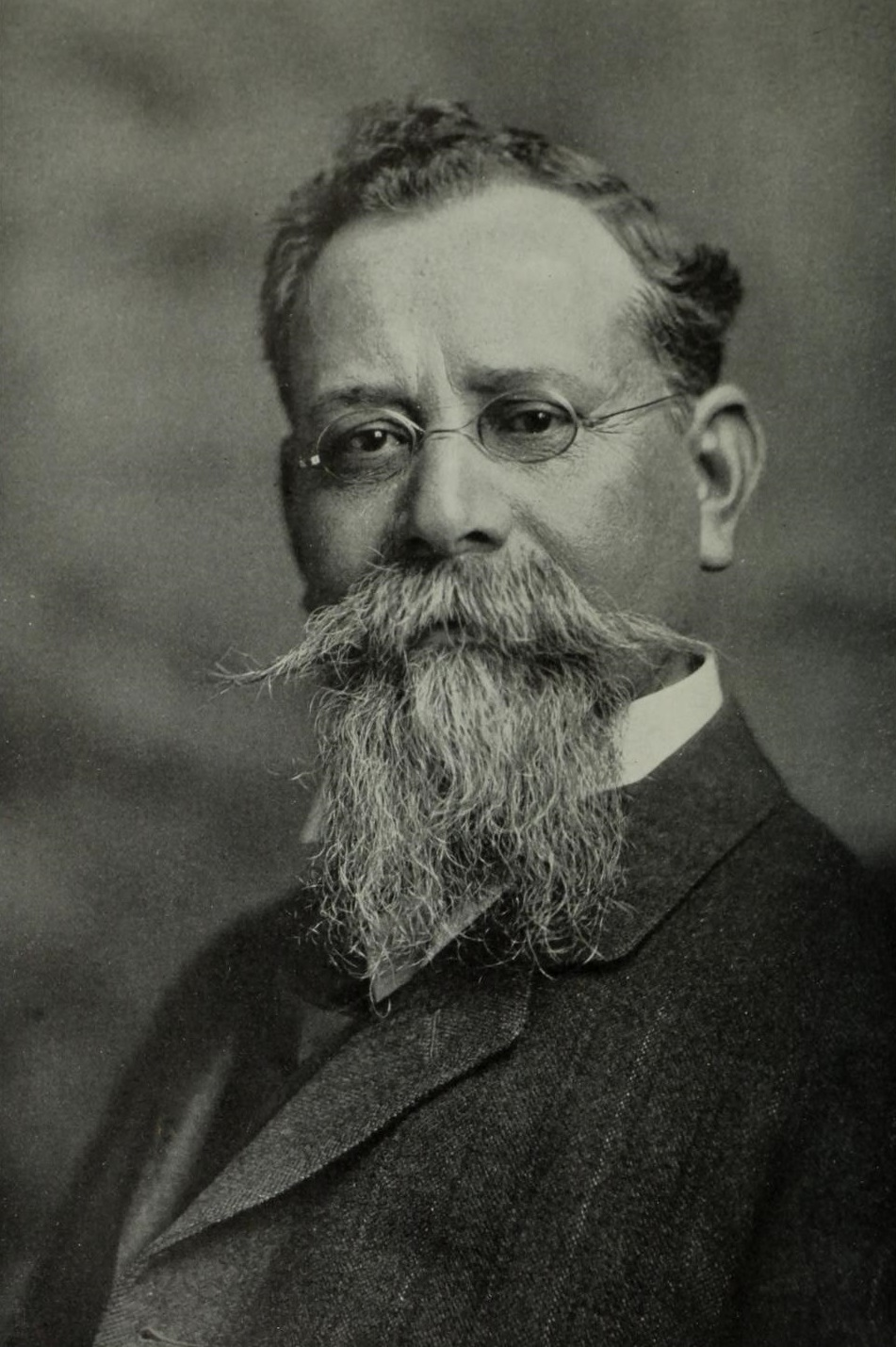
El Plan de Agua Prieta fue redactado en contra del Presidente Venustiano Carranza, quien aparece en el retrato.

El Plan de Agua Prieta es un manifiesto redactado en la Revolución mexicana en contra del entonces presidente Venustiano Carranza. En dicho plan, proclamado por Plutarco Elías Calles el 23 de abril de 1920 en la ciudad de Agua Prieta, se desconoció al Poder Ejecutivo Federal, encabezado por Venustiano Carranza, junto con el de algunos estados partidarios del régimen liberal.  Fue secundado por otros gobernadores y generales de la antigua División del Noroeste para dar cimiento a un nuevo movimiento, conocido como Rebelión de Agua Prieta, que se expandiría exitosamente. Este culminó con la realización de elecciones y la instauración de un nuevo gobierno constitucional.

## Contexto histórico

### Distanciamiento Carranza - Obregón
Desde tiempo atrás a 1920 (año correspondiente a las elecciones presidenciales), incluso durante el transcurso de la etapa armada de la Revolución, Carranza no veía con simpatía a los líderes caudillos. Deseaba encauzar al país por la senda de gobernantes civiles y dejar a un lado los gobiernos militares que tanto habían convulsionado a México. Así, su objetivo como titular del ejecutivo fue intervenir en la elección de su sucesor para evitar la llegada de un militar a la silla presidencial y lograr continuidad de su proyecto reconstructor. Para llevar a cabo sus firmes intenciones abusó de su cargo; “como en el caso de Madero por parte del porfiriato, Carranza trataba de inhabilitar a Obregón a la vista de las elecciones”, pues este general tenía notorias intenciones y apoyo para figurar en la contienda. El distanciamiento entre Carranza y el grupo de sonorenses compuesto  por De la Huerta, Obregón y Calles fue evidente, como corrobora este último en una carta destinada a su amigo, el gobernador de Sonora Adolfo de la Huerta, con fecha del 27 de octubre de 1919: “Desde el momento que llegué a Querétaro, que es donde se encuentra el Jefe, recibí una fuerte y desagradable impresión, pues el Estado Mayor y todos los políticos que acompañan el tren presidencial, nos son enteramente contrarios a todos los elementos partidarios del general Obregón”.

### Campaña presidencial
No obstante el manifiesto lanzado por el presidente a inicios del año 1919, donde exhortaba a no apresurar las campañas electorales, el campo político comenzó a definirse con rapidez. Ya desde 1916 y 1917 se especulaba sobre la participación de Álvaro Obregón y Pablo González en las futuras elecciones, ambos siendo de poco agrado para el entonces presidente.  Como personaje impulsado por el gobierno aparece el Ing. Ignacio Bonillas, quien ocupaba el cargo de embajador en Estados Unidos. La imposición de un candidato civil poco popular sin personalidad política frente a un caudillo que había consolidado sus relaciones, autoridad y simpatía en el país sólo trajo consecuencias contraproducentes para el régimen, pues dejó al descubierto su poca astucia y avecinó el triunfo del militarismo sobre el civilismo. La campaña de aquel año se caracterizó por agresión, provocación e irregularidad por parte de ambos bandos. Los ideales revolucionarios se vieron más fragmentados y la lucha por el poder a costa de las armas comenzaría nuevamente

### Persecución y soberanía sonorense
Con el inicio del año 1920, Obregón empieza su campaña proselitista e inicia también el boicot gubernamental contra él. Como la popularidad del candidato crecía día con día, el último recurso carrancista fue inhabilitarlo por la vía judicial. Obregón fue vinculado con el intento de sublevación militar promovido por el general Roberto Cejudo y en vista de una próxima detención, huyó de la capital hacia el estado de Guerrero para levantarse en armas el 13 de abril. “El levantamiento había estallado unos días antes, al desconocer el Gobierno de Sonora al Presidente Carranza”.  La hostilidad entre la Federación y el gobierno sonorense surge por la designación de un nuevo Jefe de Operaciones Militares y el conflicto por la potestad sobre el río Sonora. El pretexto de los jefes políticos de aquel estado para oponerse al presidente fue la violación de la autonomía estatal por parte de Carranza y su administración. Elías Calles y los sublevados que secundaron el plan de Agua Prieta hicieron un llamado a los gobiernos de los estados a seguir su ejemplo. Mientras tanto, se iniciaba una ardua persecución al caudillo, que de ser capturado sería pasado por las armas bajo el indicio de traición a la patria.

## Contenido

### Objetivo
El nuevo movimiento armado necesitaba establecer sus principios rectores y darlos a conocer al resto del país, el documento que sentó las bases fue escrito por Gilberto Valenzuela y promovido por Plutarco Elías Calles. “El Plan presentado por Calles fue proclamado solemnemente y literalmente transcrito a la prensa norteamericana. A ese Plan se le conoce con el nombre de plaza en que fuera promulgado: AGUA PRIETA”.  De forma muy general, la meta del Plan fue consolidar la oposición contra el gobierno de Carranza para derrocarlo posteriormente con la formación de un ejército fuerte (Ejército Constitucionalista Liberal) bajo el mando de Adolfo de la Huerta. Su fondo político fue poner la presidencia de la República en manos del trío sonorense al proponer “elecciones libres”.

### Artículos principales
El Plan de Agua Prieta constó de cuatro considerandos y diecisiete artículos o postulados; a continuación se mencionan cinco de ellos que resumen claramente las intenciones del movimiento:
- Art. I. Cesa en el ejercicio del poder ejecutivo de la Federación el C. Venustiano Carranza.
- Art. VI. Se reconoce expresamente como Ley Fundamental de la República a la Constitución Política del 5 de febrero de 1917.
- Art. VII. Todos los generales, jefes, oficiales y soldados que secunden este Plan constituirán el Ejército Liberal Constitucionalista. El actual Gobernador Constitucional de Sonora, C. Adolfo de la Huerta, tendrá interinamente el carácter de Jefe Supremo del Ejército con todas las facultades necesarias para la organización política y administrativa de este movimiento.
- Art. X. Tan luego como el presente Plan sea adoptado por la mayoría de la Nación y ocupada la Ciudad de México por el Ejército Liberal Constitucionalista, se procederá a nombrar un Presidente Provisional de la República, en la forma prevista en los artículos siguientes.
- Art. XIII. El Presidente Provisional convocará a elecciones de Poderes Ejecutivo y Legislativo de la Federación inmediatamente que tome posesión de su cargo.[7]

## Firmantes
El listado de los 107 firmantes del Plan indica su composición: un general de división, cinco de brigada, doce brigadieres, dos capitanes de navío, veinte coroneles, veintiséis tenientes coroneles, veinticinco mayores, cuatro capitanes primeros, cinco subtenientes y siete empleados (cinco públicos y dos privados)”.  Fueron, en su mayoría, militares los que dieron respaldo al Plan inmediatamente, esto fue debido a las relaciones guardadas estratégicamente por los dirigentes. Sus más destacados firmantes fueron: 
Generales de División:
- Plutarco Elías Calles
- Álvaro Obregón (desde el 30 de abril)

Generales de Brigada:
- Ángel Flores
- Francisco Manzo
- Juan Cruz
- Lino Morales
- Francisco R. Serrano

Generales Brigadieres:
- Miguel Piña
- José Manuel Padilla
- Fructuoso Méndez
- Carlos Plank
- Roberto Cruz
- Alejandro Mange
- Luis Matus
- Ramón Gómez
- Ignacio Mori
- Macario Gaxiola
- José María Ochoa[9]

## Repercusiones
En un lapso de dos semanas aproximadamente, gran parte del país estaba controlado por los rebeldes. Si bien no todos los gobernadores se añadieron al Plan inmediatamente, partidarios de Calles, de De la Huerta y Obregón, así como personajes que tiempo atrás no simpatizaron con el gobierno carrancista se adhirieron a la revuelta. Al verse traicionado por gran parte de su ejército el presidente se vio imposibilitado para una defensa efectiva de su régimen. “Los escasos jefes militares que siguieron fieles a Carranza encontraron que, en la mayoría de los casos, ya no podían contar con la lealtad de sus tropas. Para el 29 de abril Carranza estaba preparándose para trasladar su gobierno a Veracruz”.  Decide huir de la capital el 8 de mayo y en su intento por llegar al puerto, en un lugar llamado Tlaxcalantongo, Carranza fue asesinado la madrugada del 21 de mayo. Conforme a lo establecido en el documento rector, Adolfo de la Huerta ocupó la presidencia interina del país hasta diciembre de 1920. Las elecciones presidenciales se efectuaron el día 5 del anterior mes de septiembre, en ellas resultó triunfante el general Álvaro Obregón.